# Старосаврасовская улица
Старосаврасовская улица — улица в Новомосковском административном округе города Москвы на территории поселения Сосенское вблизи станции метро «Прокшино». Пролегает между Новомихайловским и Филатовским шоссе.

## Расположение
Улица целиком находится за пределами МКАД к югу от деревни Николо-Хованское, вблизи станции метро «Прокшино». Улица проходит вытянутой дугой на запад от Новомихайловского шоссе до Филатовского шоссе.

## Происхождение названия
С предложением увековечить исторические топонимы в названиях улиц вблизи д. Николо-Хованское выступила инициативная группа «Московская топонимия», впоследствии совместно с депутатами поселения разработавшая проект наименования новых улиц в районе деревни, среди которых была и Старосаврасовская улица. Улица получила название 5 июля 2022 года по пустоши Саврасово селище, находившейся в районе межи деревень Саврасово и Прокшино. Согласно Д. О. Шеппингу, на месте этой пустоши изначально стояла деревня Саврасово, позднее переместившаяся севернее, напротив деревни Никольское, и в итоге слившаяся с Никольским.

## История
По состоянию на 13 июля 2022 года улица находится на стадии строительства.

## Транспорт
Вблизи улицы находится остановка «Соловьиная роща» маршрутов 982 и 313.